# Voo British Airways 38
O voo British Airways 38 foi um voo programado entre o Aeroporto Internacional de Pequim e o Aeroporto de Londres Heathrow que sofreu um acidente às 12h42min (GMT) de 17 de janeiro de 2008 ao aproximar-se do aeroporto inglês. Era operado pelo Boeing 777-236ER prefixo G-YMMM da companhia aérea britânica British Airways.
Segundo dados e comprovações foi descoberto que houve uma formação de gelo sobre o trocador de calor de ambos os motores do avião impossibilitando a passagem do combustível no momento em que o avião precisava de potência para pouso na pista 27L.
Os peritos tiveram dificuldade na descoberta das causas do acidente pelo motivo do descongelamento do gelo no solo britânico. Dias depois um outro Boeing 777-200ER da companhia aérea estado-unidense Delta Airlines sofreu o mesmo em pleno ar, mas o problema pôde ser corrigido devido à altitude a que se encontrava a aeronave. A Rolls Royce, fabricante dos motores, fez uma correção no sistema de passagem do combustível, onde ocorreu o devido congelamento.
O avião sofreu um pouso de emergência, deixando a pista sul do aeroporto de Heathrow fechada.